# Kabupaten de Banyuwangi
Le kabupaten de Banyuwangi, en indonésien Kabupaten Banyuwangi, est un kabupaten d'Indonésie situé dans la province de Java oriental.

## Histoire
Banyuwangi est l'ancienne principauté de Blambangan, dont les souverains étaient hindouistes jusqu'à leur conversion à l'islam en 1770.
Le kabupaten est créé en 1771.

## Les rituels traditionnels

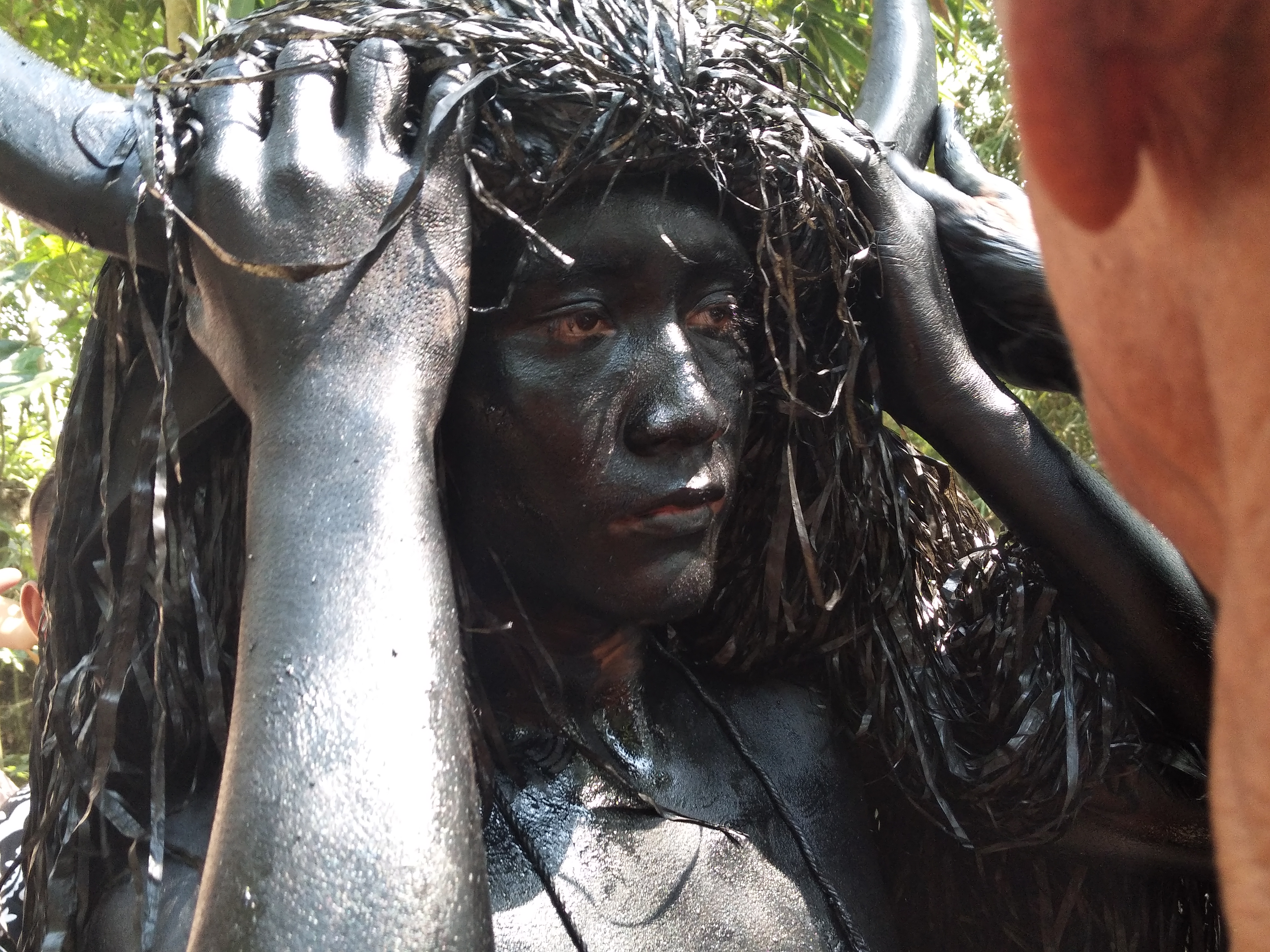
Le rituel du Kebo-keboan dans le village d'Alasmalang

## Culture

### La danse
- Gandrung
- Janger ou Damarwulan
- Jejer
- Seblang
- Hadrah Kunthulan
- Patrol
- Pacul Gowang
- Prabu Roro ou Rengganis
- Punjari
- Barong Cokok

## Archéologie
- Site d'Umpak Songo : dans le village de Blambangan près de Muncar, à 30 km au sud de Banyuwangi, on trouve la base en pierre d'un pendopo. Des Balinais y viennent en pèlerinage.

## Tourisme
Banyuwangi est connu des surfers pour ses spots, dont la plage de Plengkung ou "G-Land" est le plus connu.

## Transport
Ketapang, le port de Banyuwangi, est le point d'embarquement des ferrys à destination de Bali.
L'aéroport international de Banyuwangi est relié à Jakarta, Surabaya et Kuala Lumpur.

## Galerie

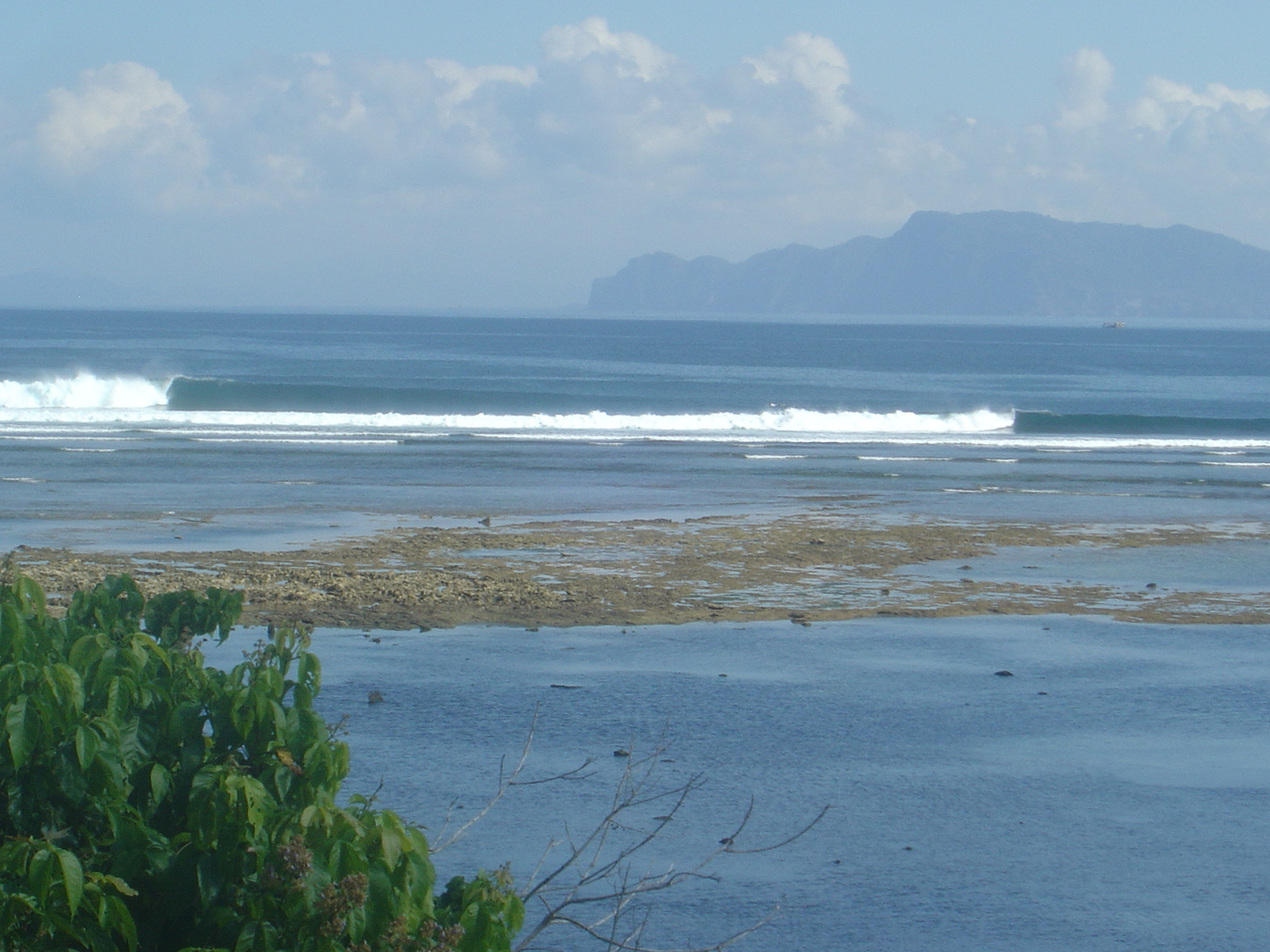
La plage de Plengkung
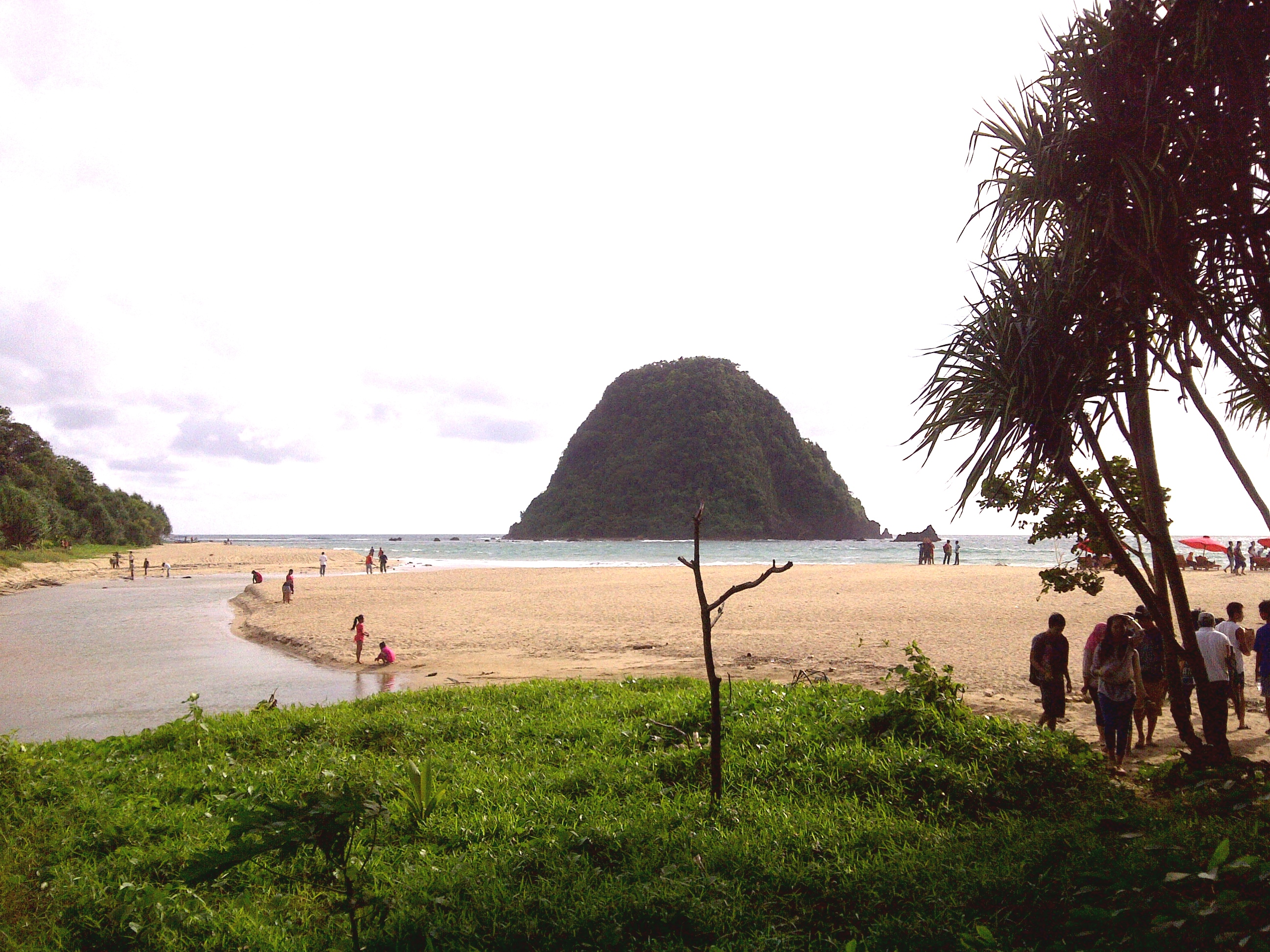
La plage de Pulo Merah
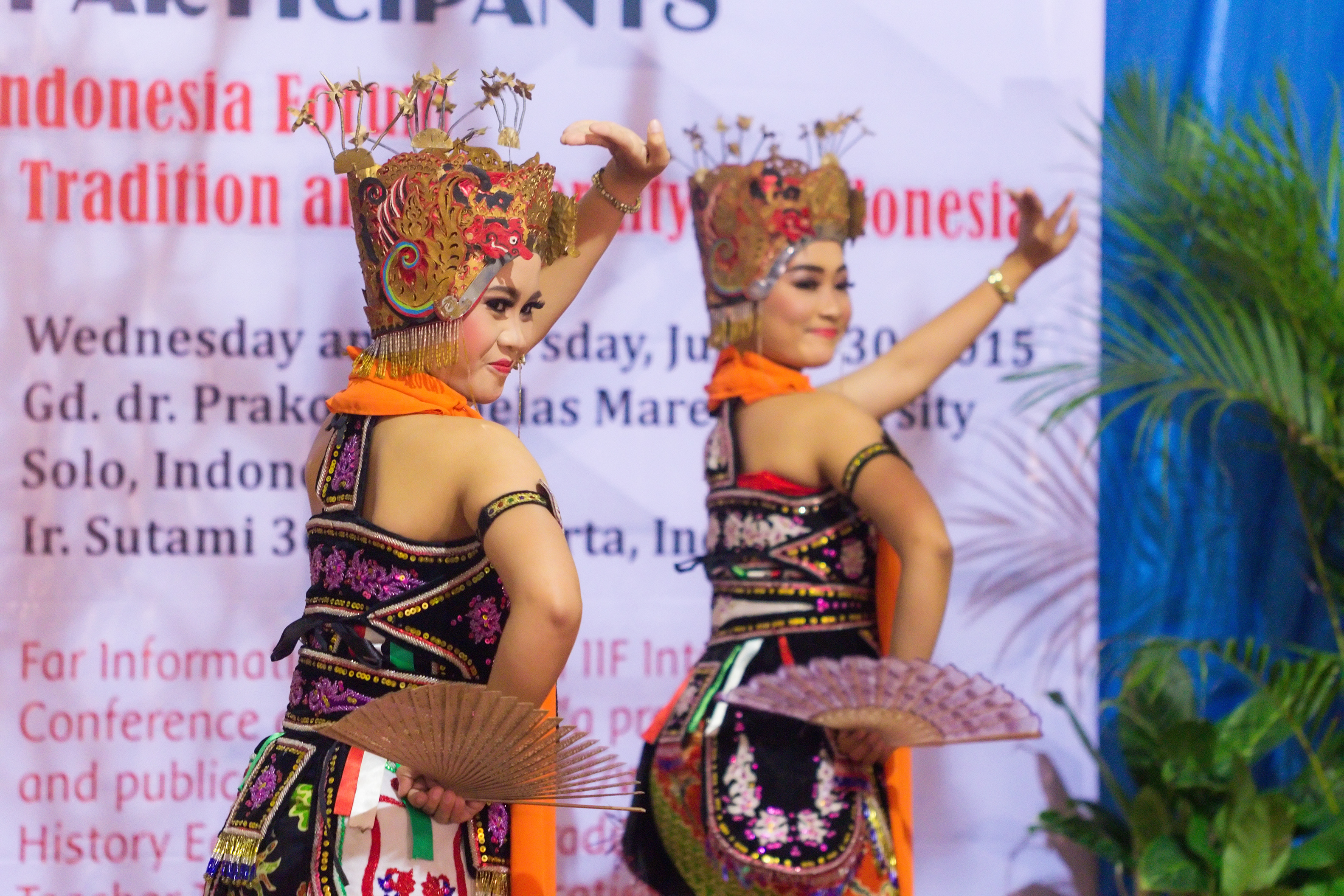
Jejer, une danse de Banyuwangi
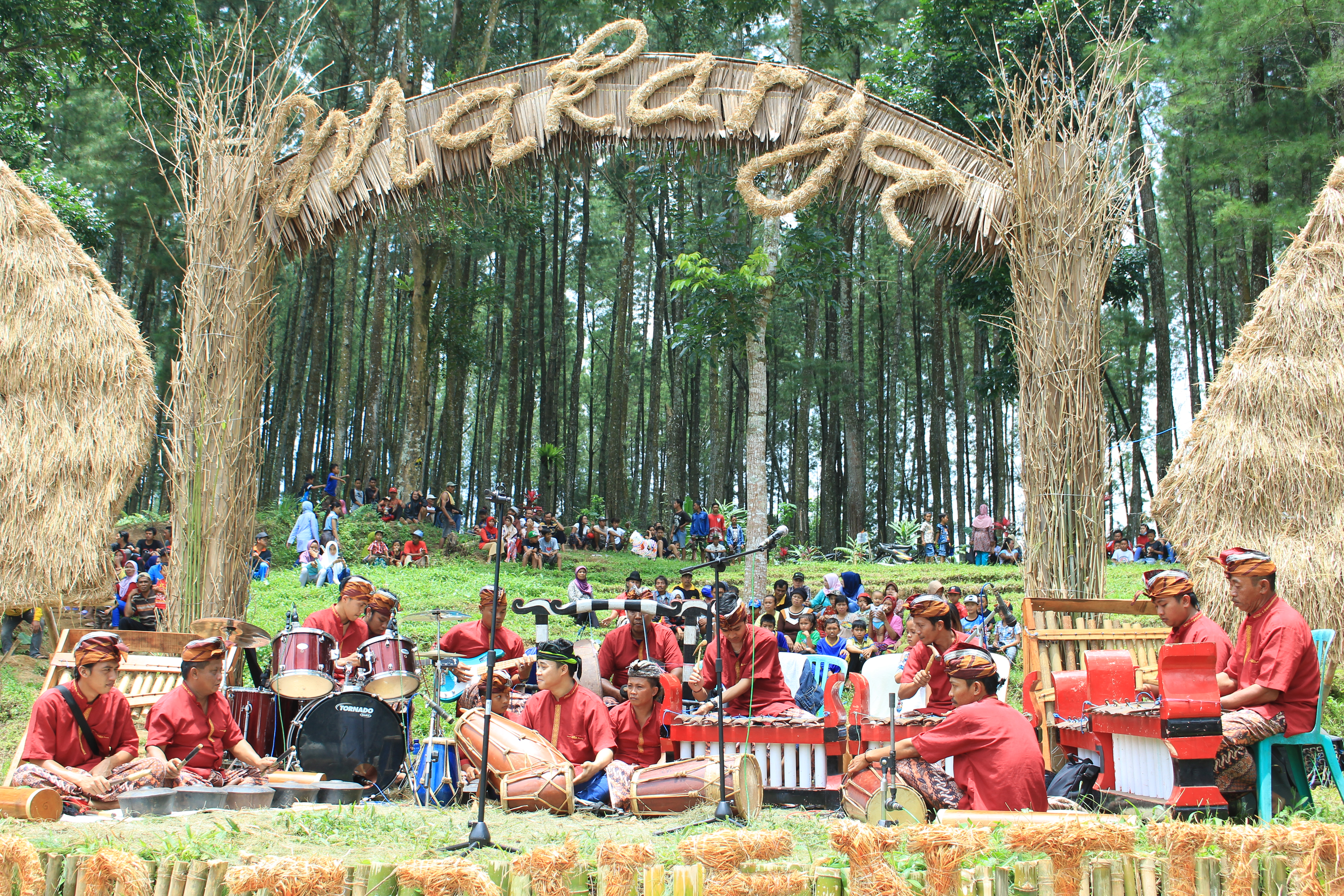
Spectacle dans le kecamatan de Songgon
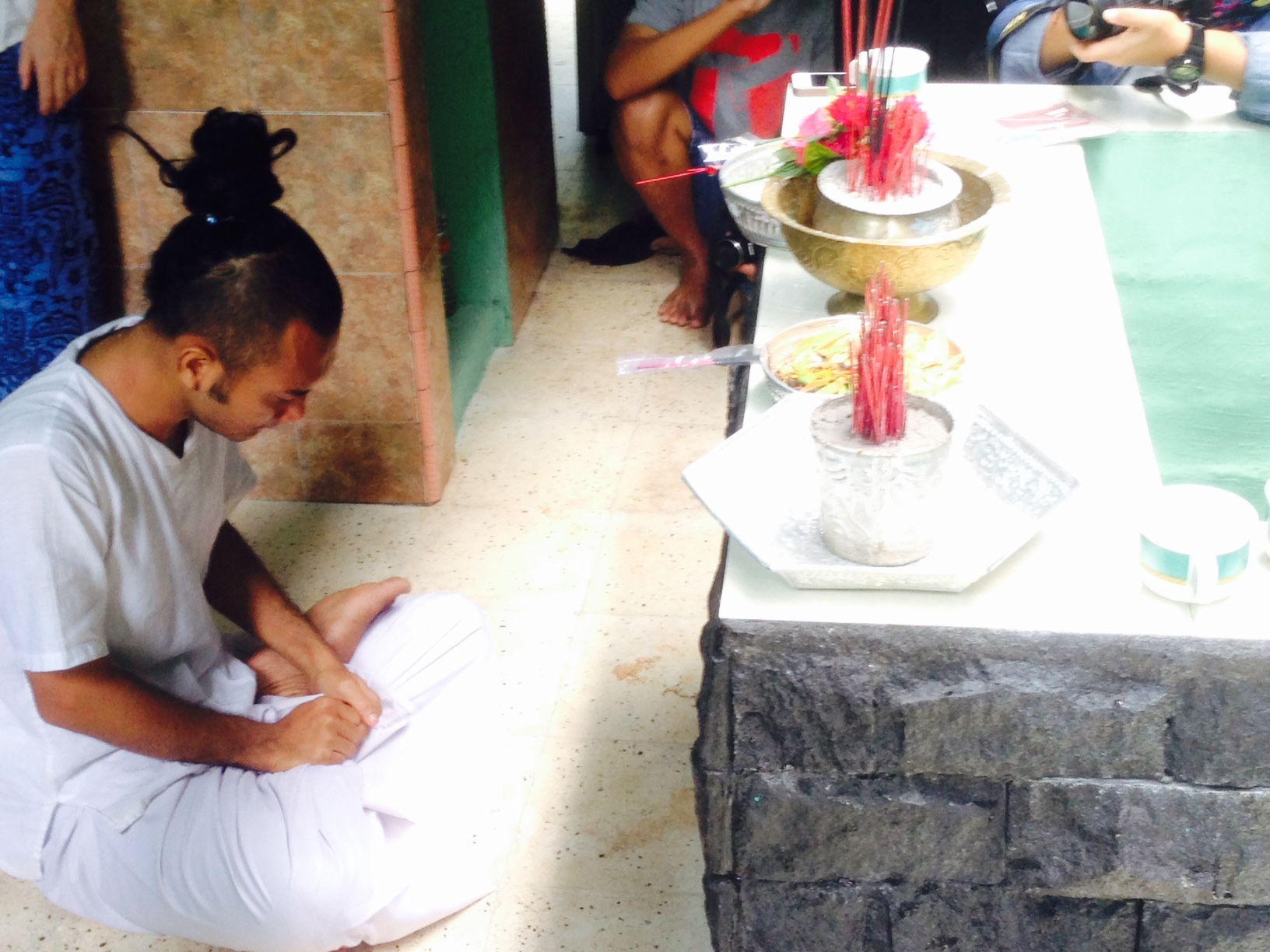
Recueillement
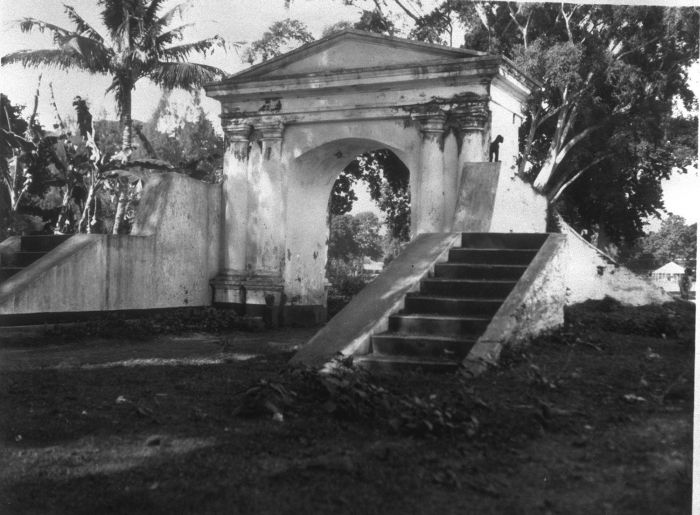
La porte du Fort Utrecht (vers 1928)
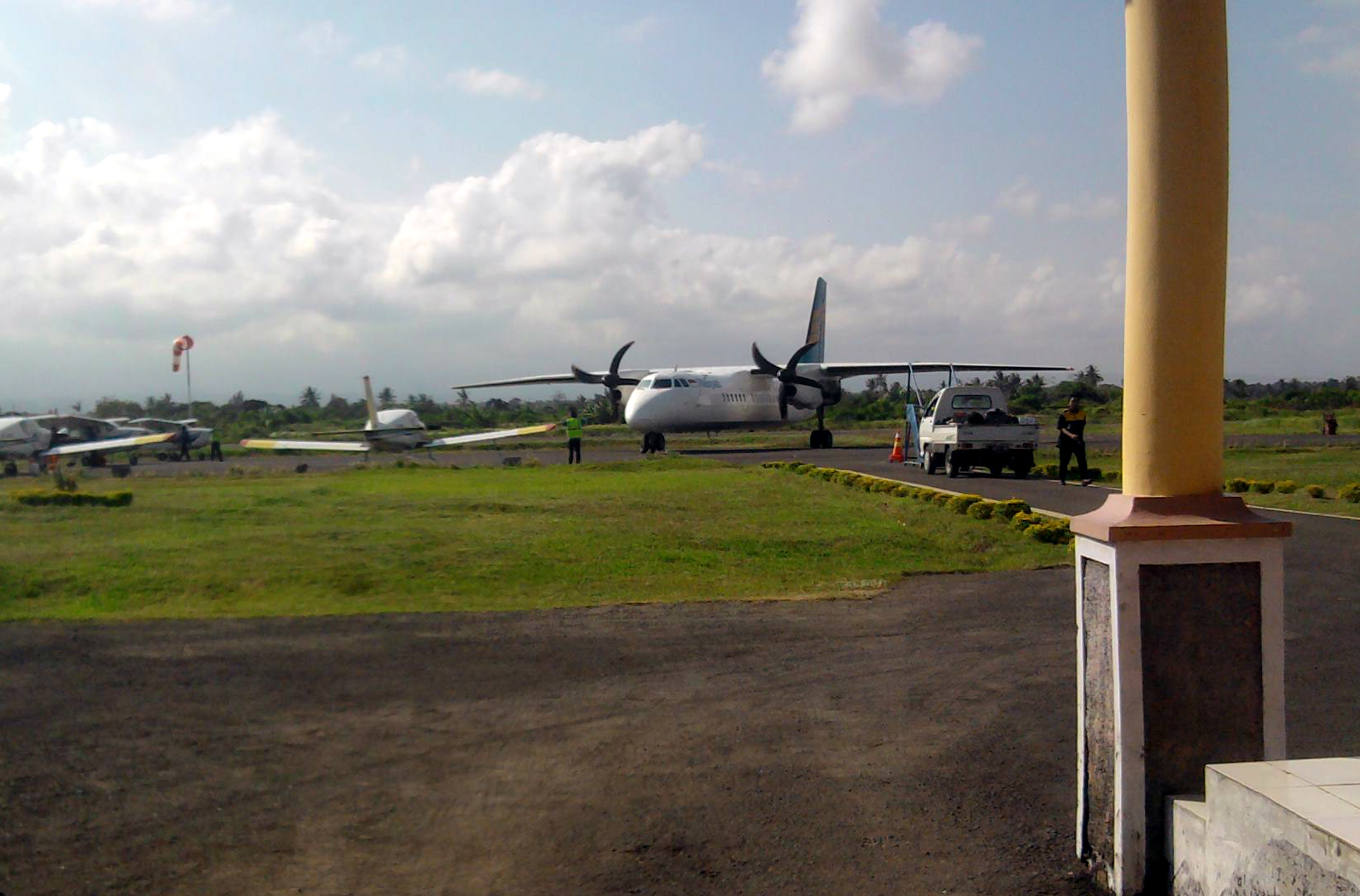
L'aéroport international de Banyuwangi